# HD 222641
HD 222641，又名BD+44 4473，SAO 53292、HR 8986，是一颗恒星，视星等为6.57，位于銀經110.28，銀緯-16.17，其B1900.0坐标为赤經23h 37m 19.1s，赤緯+44° -16.17′ 15″。